# Shelar
Shelar é uma vila no distrito de Thane, no estado indiano de Maharashtra.

## Demografia
Segundo o censo de 2001, Shelar tinha uma população de 10,615 habitantes. Os indivíduos do sexo masculino constituem 62% da população e os do sexo feminino 38%. Shelar tem uma taxa de literacia de 64%, superior à média nacional de 59.5%: a literacia no sexo masculino é de 73% e no sexo feminino é de 49%. Em Shelar, 16% da população está abaixo dos 6 anos de idade.